# Aszera
Aszera (ugaryckie: ’ṯrt, hebr. ‏אֲשֵׁרָה‎, inne formy: Athirat, Aszirat, Elat) – w mitologii ugaryckiej bogini wybrzeża morskiego, utożsamiana z planetą Wenus i jej aspektem jako Gwiazda Poranna, matka bogów, początkowo żona najwyższego boga Ela, później żona Baala. Przeszła także do ludowej mitologii hebrajskiej wraz z tendencjami synkretycznymi, zwalczanymi przez ortodoksyjny nurt broniący radykalnego monoteizmu Izraelitów nakazanego w Dekalogu.
Dla Izraelitów Aszera była jednym z bóstw obcych, cudzoziemskich, których czczenie obłożono karą śmierci. Kult Aszery zwalczała zwłaszcza reforma Jozjasza. W Biblii jest wymieniana 48 razy, przy czym nazwa odnosiła się zarówno do bogini, jak i do steli świątynnej, słupa kultowego. Salomon, będąc już starym, pod wpływem swoich cudzoziemskich żon poganek kazał zbudować ołtarz Aszery (lub Asztarte), jedna z jego żon była wyznawczynią jej kultu. Księga Jeremiasza opisując kult Królowej Nieba także prawdopodobnie odnosi się do Aszery. Pojawia się w licznych źródłach (nie tylko semickich). W akadyjskich jako Aszratum/Aszratu, hetyckich jako Aszerdu(s), Aszertu(s), Aserdu(s) lub Asertu(s). Aszera jest powszechnie identyfikowana z ugarycką boginią Athirat (’Aṯirat). Tysiące wotywnych figurek Aszery odkryto na terenie całego Kanaanu, co świadczy o jej ogromnej popularności.

## W Ugarit
W tekstach ugaryckich (napisanych przed 1200 p.n.e.) Athirat prawie zawsze występuje w pełnej tytulaturze: rbt ’aṯrt ym, rabat ’Aṯirat yammi („Athirat Pani morza”, lub „Ta która stąpa po morzu”). Bogini występuje 12 razy w samym tylko cyklu Baala. Jej imię jest przez tłumaczy wyjaśniane jako ugarycka forma rdzenia ’aṯr „kroczyć”, powiązanym z hebrajskim rdzeniem ’šr o tym samym znaczeniu.
Inny ważny tytuł noszony przez boginię to qaniyatu ’ilhm (ugaryckie: qnyt ’lm), który może być tłumaczony jako „stworzycielka bogów (elohim)”.
W tekstach ugaryckich Athirat jest małżonką Ela. Istnieje wzmianka o 70 synach Athirat, prawdopodobnie tożsamych z 70 synami Ela. Athirat jest odróżniana od innej bogini – ’Asztart (biblijna Asztarte, błędnie oddawana jako Asztoret). Zarówno w tekstach ugaryckich, jak i późniejszych źródłach to rozgraniczenie jednak zanika, co ma swoją przyczynę zarówno w łatwości popełnienia błędu przy przepisywaniu obu imion, jak i zapewne w tendencjach synkretycznych. Athirat jest także zwana Elat („bogini”, forma żeńska od El, por. Allat) i Qodesz („Święta”). Athirat w tekstach akadyjskich pojawia się jako Asztratum (Antu), żona Anu, boga nieba. Asztrat z kolei – w przeciwieństwie do Athirat jest w tekstach akadyjskich kojarzona raczej z Isztar, przedstawianą czasem jako córka Anu. Także w tekstach ugaryckich Asztart jest jedną z córek Ela – zachodniosemickiego odpowiednika Anu.
W źródłach hetyckich Athirat pojawia się jako Aszerdu(s), Asertu(s), małżonka Elkunirsa (por. ugrayckie El-qan-arsha, „El Stwórca Ziemi”) i matka 77 lub 88 synów.
Jeden z królów amoryckich znany z listów z Amarna nosi imię Abdi-Aszirta, „Sługa Aszery”.

## W Egipcie
W Egipcie począwszy od czasów XVII dynastii istniał kult semickiej bogini Qudszu („Święta”), utożsamionej z rdzennie egipską Hathor. Być może semicką boginię należy wiązać z Athirat/Aszratu pod jej ugaryckim tytułem Qodesz („Święta”). Prawdopodobnie egipsko-semickie bóstwo nie jest bowiem ani Asztarte ani Anat. Obie boginie występują bowiem pod swoimi imionami i dzielą w ikonografii inne atrybuty, pojawiają się też w przedstawieniach razem z Qudszu.

## W Izraelu i Judzie

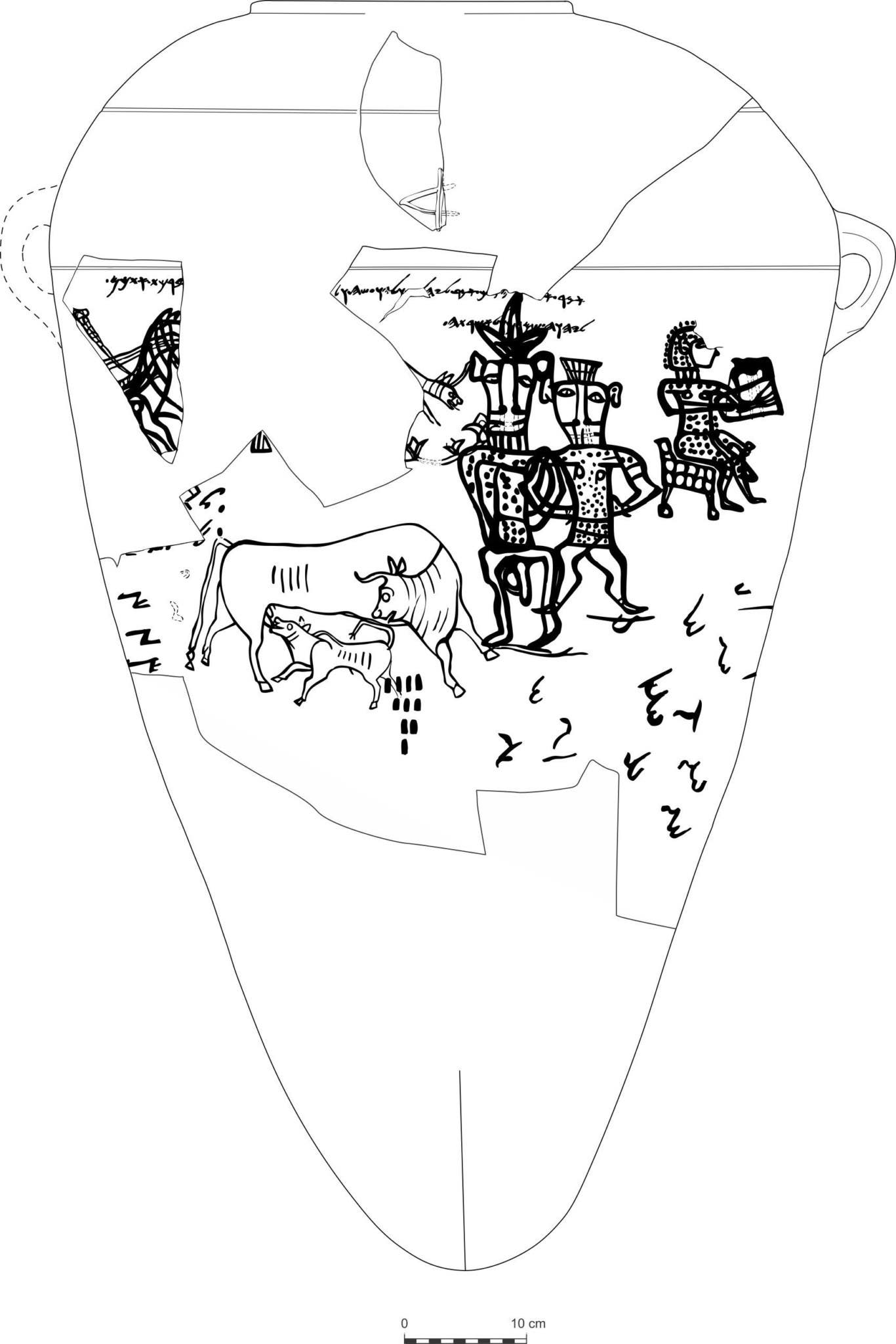
Przedstawienie na ostrakonie z Kuntillet Ajrud powyżej inskrypcja „Berachti etkhem...”

Słowo aszera ma w Starym Testamencie dwa określenia. Odnosi się zarówno do bogini o tym imieniu, jak i do filaru, drzewa lub słupa kultowego, który jest bogini poświęcony.
Liczne wzmianki biblijne, jak i znaleziska archeologiczne świadczą o występowaniu kultu Aszery w starożytnym Izraelu na dosyć dużą skalę. Bogini czczona była, według Starego Testamentu, jako towarzyszka Baala. Nie musi tu chodzić o konkretne bóstwo męskie, gdyż słowo Baal (Pan) pełniło także funkcję terminu ogólnego stosowanego na określenie różnych bogów. Znaleziska archeologiczne potwierdzają teorię, że Aszera czczona była także jako małżonka Jahwe.
Także biblijna Królowa Nieba (‏מְלֶכֶת הַשָּׁמַיִם‎), której kult krytykował Jeremiasz, może być utożsamiana albo z Aszerą albo z Asztarte. Według Johna Daya, nie ma poświadczeń dla łączenia Aszery z Królową Nieba czy niebiosami w ogóle dla pierwszego tysiąclecia przed Chr. Jest to jednak kwestia dyskusyjna. Aszera była prawdopodobnie czczona w starożytnym Izraelu jako małżonka Ela, a w Judzie jako małżonka Jahwe i być może jako Królowa Nieba. Księga Jeremiasza opisuje praktyki kultowe w świętowaniu ku czci Królowej Nieba.
Figurki Aszery często występują w materiale archeologicznym, co świadczy o popularności jej kultu aż do czasów niewoli babilońskiej. Znajduje się także (choć dużo rzadziej) napisy łączące Jahwe z Aszerą. Podczas wykopalisk prowadzonych na Synaju w 1975 r., przed wycofaniem się wojsk izraelskich z tego regionu odnaleziono w Kuntillet Ajrud (hebr. „Horvat Teman”) ostrakon z VIII wieku p.n.e. inskrybowany: Berachti etkhem l’JHWH Szomron ul’Aszerato (‏בירכתי אתכם ליהוה שומרון ולאשרתו‎), czyli: „Błogosławię ci przez JHWH z Samarii i jego Aszerę”. Inna inskrypcja z Chirbet el-Kom niedaleko Hebronu głosi: „Błogosławiony bądź Urjahu przez JHWH z Samarii i jego Aszerę, niech on ochroni cię przed wrogami”.
Słowo aszera (‏אֲשֵׁרָה‎) używane jest także na określenie słupa kultowego ustawionego ku czci Aszery czczonej jako boska matka. W liczbie mnogiej przyjmuje w tym znaczeniu gramatyczną formę rodzaju męskiego (aszerim). Symbol ma zapewne znacznie falliczne. W Księdze Sędziów zawarta jest opowieść o Gedeonie. Ma on zniszczyć słup – aszerę znajdujący się obok ołtarza Baala. Podwójne znaczenie słowa aszera rodziło problemy translatorskie i dyskusje, w którym miejscu dany tekst odnosi się konkretnie do bogini, a w którym do jej symbolu kultowego. Dyskusyjne jest także etymologiczne łączenie Aszery z Athirat/Aszratu. Nie ma także pewności, czy w Judzie i Izraelu pod imieniem Aszery czczono zawsze jedną boginię, czy więcej lokalnych bóstw żeńskich.
Większość biblijnych wzmianek o Aszerze pochodzi z tradycji deuteronomicznej. Praktycznie wszystkie są nacechowane wrogością (np. Pwt 16,21). Autorzy tej tradycji zwykle oceniają postępowanie królów Izraela i Judy według wierności wobec JHWH i stosunku do innych bóstw, w tym do Aszery. Stosunek ten miał być różny. Na przykład Manasses miał ustawić słup Aszery w świątyni jerozolimskiej i m.in. przez to został uznany za władcę, który czynił „to co złe w oczach Pana”. Z kolei Ezechiasz usunął wyżyny (miejsca kultowe) i połamał słupy kultowe Aszery; został zaliczony w poczet dobrych i sprawiedliwych władców. Reformę religijną skierowaną przeciw kultowi bóstw poza Jahwe przeprowadził także król Judy Jozjasz. Według części biblistów, to na czasy jego panowania można datować tradycję deuteronomistyczną, co wyjaśniałoby jej wrogi stosunek do Aszery i innych bóstw.

## Aszira w Arabii
Stela odkryta w 1883 przez Charlesa Hubera w oazie Tema (dziś Tajma), w Arabii, powstała prawdopodobnie w czasie panowania Nabonida (549 p.n.e.), nosi aramejską inskrypcję „Ṣalm od Maḥram, Szingala i Asziry, bogów Temy”.
Aszira może być utożsamiana z Athirat/Aszerą. Aramejski nie posiada odpowiednika dla arabskiego i ugaryckiego ṯ. Nie jest do końca jasne, czy bogini z inskrypcji to arabski odpowiednik ugaryckiej Athirat, czy zapożyczenie późniejszej hebrajskiej (kananejskiej) Aszery.